# Carinodrillia hexagona
Carinodrillia hexagona é uma espécie de gastrópode do gênero Carinodrillia, pertencente a família Pseudomelatomidae.